# محوطه دودهک
محوطه دودهک مربوط به دوره صفوی است و در شهرستان دلیجان، بخش مرکزی، روستای دودهک واقع شده و این اثر در تاریخ ۱۱ دی ۱۳۸۰ با شمارهٔ ثبت ۴۶۱۵ به‌عنوان یکی از آثار ملی ایران به ثبت رسیده است.